# El solista
El solista (en español, The Soloist) es una película estadounidense/británica/francesa basada en hechos reales, dirigida por Joe Wright y protagonizada por Jamie Foxx y Robert Downey Jr.. Cuenta con un guion escrito por Susannah Grant y está basada en el libro The Soloist: A Lost Dream, an Unlikely Friendship, and the Redemptive Power of Music del periodista y columnista de Los Angeles Times, Steve Lopez. Se estrenó en Estados Unidos el 24 de abril de 2009.

## Sinopsis
En 2005, Steve Lopez (Robert Downey, Jr.) es un periodista que atraviesa un mal momento creativo trabajando para el diario L.A. Times, junto a su exesposa Mary (Catherine Keener), editora de la publicación. Un día conoce a Nathaniel Ayers (Jamie Foxx), un indigente con esquizofrenia que toca su violín de dos cuerdas sentado bajo una estatua de Beethoven. Lopez se acerca a Ayers con la idea de que podría ser la historia que necesita para su columna, así que decide investigarlo y encuentra que fue un estudiante destacado de la prestigiosa Juilliard School. Lopez decide entonces ayudarlo a recuperar su vida y descubrir las causas que orillaron a un brillante músico a terminar de tal manera en las calles, creando así una amistad que cambiará no solo la vida de Ayers, sino también la del mismo Steve Lopez.

## Elenco
- Jamie Foxx - Nathaniel Ayers
- Robert Downey Jr. - Steve Lopez
- Catherine Keener - Mary Weston
- Tom Hollander - Graham Claydon
- Lisa Gay Hamilton - Jennifer
- Nelsan Ellis - David Carter
- Rachael Harris - Leslie Bloom
- Stephen Root - Curt Reynolds
- Lorraine Toussaint - Flo Ayers
- Justin Martin - Nathaniel Ayers
- Octavia Spencer - Mujer en problemas
- Jena Malone - Cheery (Técnica de laboratorio)

## Premios y nominaciones
| Black Reel Awards |             |            |           |
| Año               | Categoría   | Nominación | Resultado |
| 2010              | Mejor Actor | Jamie Foxx | Nominado  |

| Prism Awards |                                         |                    |           |
| Año          | Categoría                               | Nominación         | Resultado |
| 2010         | Mejor Película - Salud Mental           | The Soloist        | Ganadora  |
| 2010         | Mejor Interpretación en un Largometraje | Jamie Foxx         | Nominado  |
| 2010         | Mejor Interpretación en un Largometraje | Robert Downey, Jr. | Nominado  |